# Brents Junction
Brents Junction es un área no incorporada ubicada en el condado de Los Ángeles en el estado estadounidense de California.

## Geografía
Brents Junction se encuentra ubicada en las coordenadas 34°8′54″N 118°41′52″O / 34.14833, -118.69778.